# Slaheddine Malouche
Slaheddine Malouche, né le 4 juin 1956 à Haffouz, est un homme politique tunisien. Il est ministre de l'Équipement de 2008 à 2011, au sein du premier gouvernement Ghannouchi et dans le premier gouvernement d'union nationale.

## Biographie

### Formation
Slaheddine Malouche étudie au lycée d'El Mansoura à Kairouan ; il y est diplômé en 1975 d'un baccalauréat section « mathématiques ». En 1981, il sort diplômé en tant qu'ingénieur en génie civil de l'École nationale d'ingénieurs de Tunis. En 1986, il obtient un DEA, également en tant qu'ingénieur en génie civil, et un diplôme de gestion en développement à l'université de Pittsburgh (États-Unis). En 1995, il étudie à l'Institut de défense nationale.

### Carrière dans l'administration et carrière politique
En 1981, il devient directeur régional du ministère de l'Équipement et de l'Habitat au sein des gouvernorats de Kasserine, Jendouba, Monastir et Tunis. Nommé PDG de la société Tunisie Autoroutes en 1995, il est, de 2000 à 2008, PDG de l'Agence de réhabilitation et de rénovation urbaine.
Militant au Rassemblement constitutionnel démocratique (RCD) dès sa jeunesse, il est chargé, au vu de sa connaissance des structures de la Tunisie, de l'application territoriale du programme présidentiel de Zine el-Abidine Ben Ali, après l'élection présidentielle de 2004.
Il est nommé ministre de l'Équipement en 2008, au sein du premier gouvernement de Mohamed Ghannouchi. Il est assisté d'un secrétaire d'État, Mohamed Nejib Berriche puis brièvement Anouar Ben Gueddour. À la suite de la révolution de 2011, il conserve son poste dans le gouvernement d'union nationale toujours mené par Ghannouchi à partir du 17 janvier, jusqu'à ce que le remaniement du 27 janvier expurge du gouvernement les anciens ministres issus du RCD.

## Vie privée
Il est marié et père de trois enfants.

## Distinctions
- Officier de l'Ordre de la République